# Medina de Rioseco

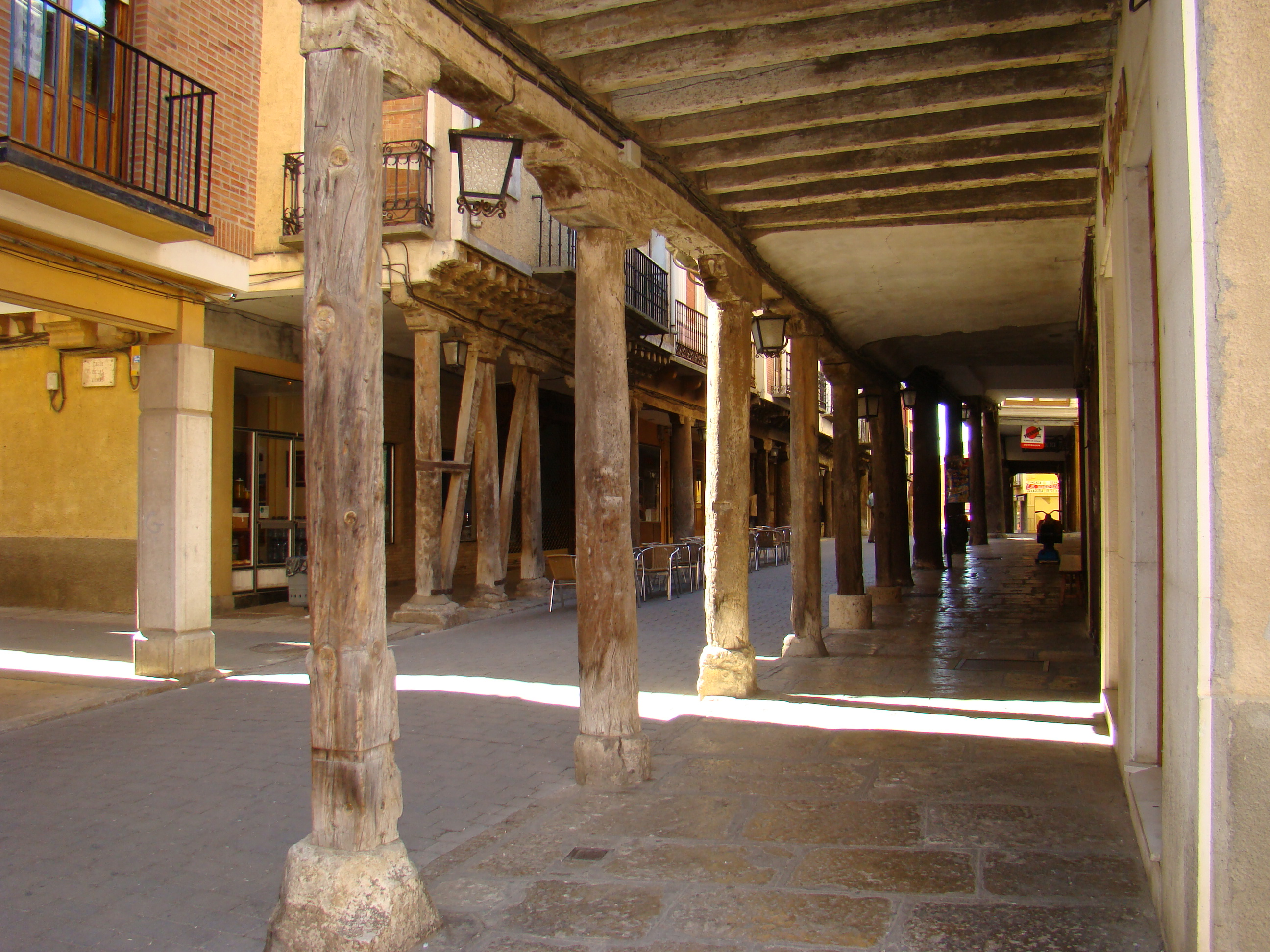

Medina de Rioseco is een gemeente in de Spaanse provincie Valladolid in de regio Castilië en León met een oppervlakte van 115,17 km². Medina de Rioseco telt 4.803 inwoners (1 januari 2016).

## Geboren
- Juan Alfonso Enríquez de Cabrera (1594-1647), admiraal van Castilië en vicekoning van Sicilië en Napels
- Carlos Amigo Vallejo (1934-2022), kardinaal